# Áskell Goði
Áskell Eyvindsson (o Eyvindarsson) más conocido como Áskell Goði (n. 930) fue un caudillo vikingo y goði del clan Reykdælir, Hvammi Aðaldal en Islandia. Es uno de los personajes relevantes en la Saga de Reykdæla ok Víga-Skútu. Era hijo de Eyvindur Þorsteinsson, el primer colono de la región de Reykjardal. Se casó en 959 con Ungfrú Grenjaðsdóttir (n. 930), hija de Grenjáður Hráppsson, y de esa relación nacieron dos hijos: Skúta Áskelsson y Þorsteinn (n. 965). Áskell presenta un perfil conciliador y pacífico, a menudo encabezando arbitrajes junto con otro caudillo Eyjólfur Valgerðsson para solucionar conflictos en su distrito. Según la saga murió asesinado durante el intento de conciliar una disputa entre su sobrino Vémundr Þorisson y Steingrímr Ornólfsson, hijo de Örnólfur Þórðarson.